# بولنی
بولنی (به فرانسوی: Baulny) یک کمون (فرانسه) در فرانسه است که در canton of Varennes-en-Argonne واقع شده‌است. بولنی ۳٫۹۱ کیلومتر مربع مساحت دارد ۲۰۶ متر بالاتر از سطح دریا واقع شده‌است.